# Morinda hainanensis
Morinda hainanensis là một loài thực vật có hoa trong họ Thiến thảo. Loài này được Merr. & How mô tả khoa học đầu tiên năm 1940.